# Isoxadifène
L'isoxadifène  est un phytoprotecteur utilisé en traitement préventif des graines de céréales.